# 莫塔瓦拉克山
46°38′09″N 9°34′34″E / 46.63594°N 9.57603°E

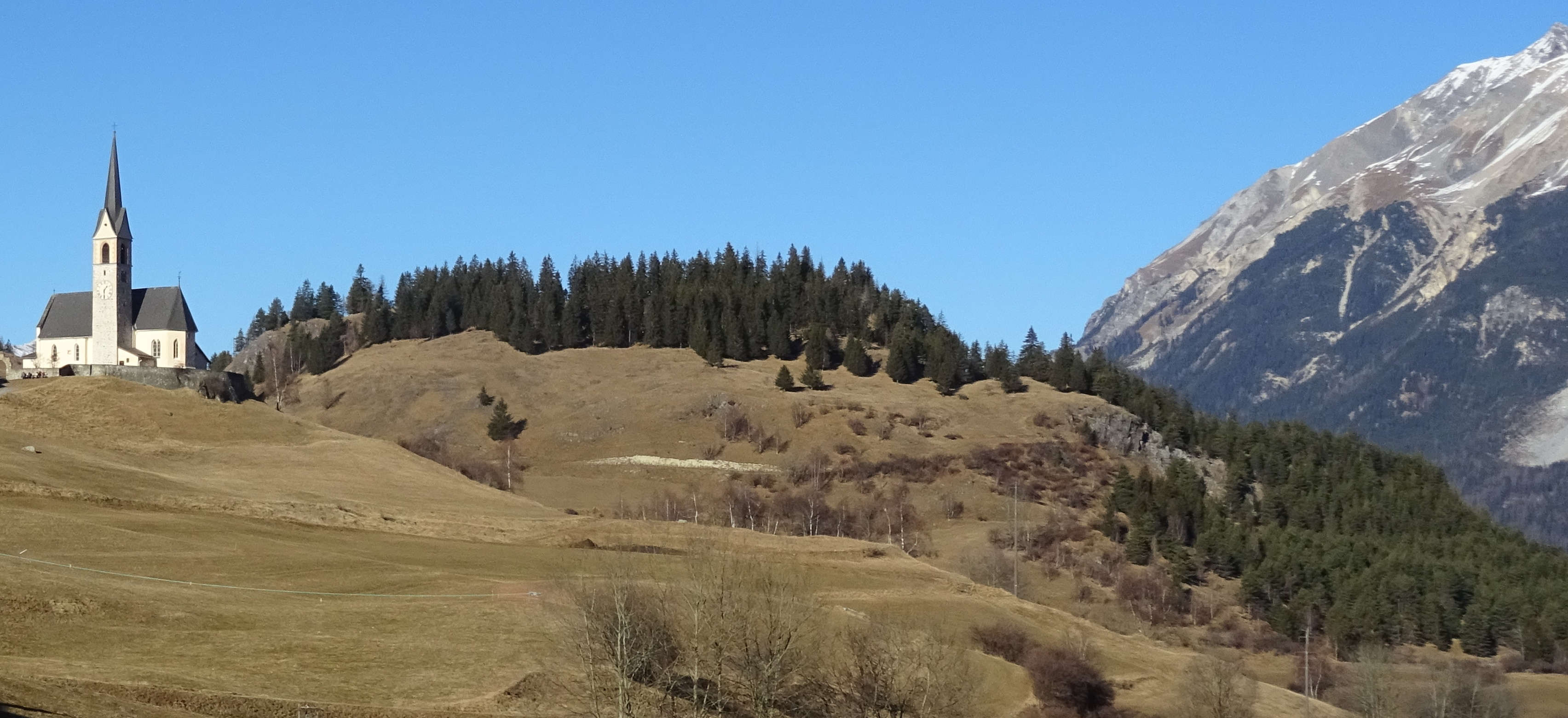

'（Motta Vallac），是瑞士的山峰，位於該國東南部，由格勞賓登州負責管轄，屬於上哈爾布施泰因阿爾卑斯山脈的一部分，海拔高度1,375米，每年平均降雨量1,729毫米。